# Síndrome de Birt-Hogg-Dubé
A síndrome de Birt-Hogg-Dubé (BHD), também conhecida como síndrome de Hornstein-Birt-Hogg-Dubé, síndrome de Hornstein-Knickenberg e fibrofoliculomas com tricodiscomas e acrocórdons é uma doença genética autossômica dominante de início na idade adulta, causada por uma mutação no gene da foliculina [en] (FLCN). Pode causar suscetibilidade ao câncer renal, cistos renais e pulmonares e tumores benignos dos folículos pilosos, chamados fibrofoliculomas [en]. Os sintomas observados em cada família são únicos e podem incluir qualquer combinação dos três sintomas. Os fibrofoliculomas são a manifestação mais comum, encontrados na face e na parte superior do tronco em mais de 80% das pessoas com BHD acima de 40 anos. Os cistos pulmonares são igualmente comuns (84%) e 24% das pessoas com BHD acabam tendo um pulmão colapsado (pneumotórax espontâneo). Tumores renais, tanto cancerígenos quanto benignos, ocorrem em 14% a 34% das pessoas com BHD; os cânceres renais associados geralmente são tumores híbridos raros.
Qualquer uma dessas condições que ocorra em uma família pode indicar um diagnóstico de síndrome de Birt-Hogg-Dubé, embora só seja confirmado por um teste genético para uma mutação no gene FLCN, que codifica a proteína foliculina. Embora sua função não seja totalmente compreendida, ele parece ser um gene supressor de tumor que restringe o crescimento e a divisão celular. Versões do FLCN foram encontradas em outros animais, incluindo moscas-das-frutas, pastores-alemães, ratos e camundongos. A doença foi descoberta em 1977, mas a conexão com o FLCN não foi elucidada até 2002, depois que o câncer renal, o colapso dos pulmões e os cistos pulmonares foram definitivamente ligados à BHD.
A síndrome de Birt-Hogg-Dubé pode se manifestar de forma semelhante a outras doenças, que devem ser descartadas ao se fazer o diagnóstico. Entre elas estão a esclerose tuberosa, que causa lesões cutâneas semelhantes a fibrofoliculomas, e a síndrome de Von Hippel-Lindau, que causa cânceres renais hereditários. Uma vez diagnosticadas, as pessoas com BHD são tratadas preventivamente, com monitoramento dos rins e pulmões por meio de imagiologia médica. Os fibrofoliculomas podem ser removidos cirurgicamente e o pneumotórax e o câncer renal são tratados de acordo com o padrão normal de tratamento. Exames dermatológicos, ultrassonografias do pescoço e colonoscopias também devem ser considerados.

## Sinais e sintomas

### Pele
A síndrome de Birt-Hogg-Dubé afeta a pele e aumenta o risco de tumores nos rins e nos pulmões. A condição é caracterizada por múltiplos tumores benignos em forma de cúpula dos folículos pilosos (fibrofoliculomas), principalmente na face, no pescoço e, mais raramente, na parte superior do tórax. Os fibrofoliculomas são geralmente descritos como tendo uma cor branca opaca ou um tom amarelado e têm uma textura cerosa e lisa. Os tumores são sempre encontrados no nariz e ao redor dele e na orelha externa e atrás dela. Normalmente, aparecem pela primeira vez na faixa dos 20 ou 30 anos e são encontrados em mais de 80% das pessoas com a síndrome acima dos 40 anos de idade. Os tumores tornam-se maiores e mais numerosos com o passar do tempo. Os tumores diferem entre os indivíduos; eles podem aparecer mesclados em placas, parecer semelhantes a um comedão com um tampão de queratina ou incluir cistos epidermoides. Um grande número de tumores no rosto pode estar associado à hiperseborréia (produção anormalmente elevada de sebo). A presença de fibrofoliculomas no rosto de uma pessoa pode causar sofrimento psicológico significativo.
Outros tumores podem incluir tricodiscomas [en] (tumores do disco capilar, que podem ser idênticos aos fibrofoliculomas), angiofibromas [en] e fibromas perifoliculares [en]. Entretanto, os angiofibromas são mais comuns na esclerose tuberosa. Além dos tumores, outras condições de pele são observadas em pessoas com a síndrome de Birt-Hogg-Dubé. Cerca de 40% das pessoas ou famílias com a doença têm pápulas na boca, que podem estar localizadas nas bochechas (mucosa oral), na língua, nas gengivas ou nos lábios. São brancas ou da cor da mucosa, são discretas, pequenas e macias e consistem em tecido fibroso coberto por epitélio espessado. Colagenomas da pele também são encontrados em algumas famílias. Muitas pessoas com BHD têm lesões cutâneas que parecem ser acrocórdons (marcas na pele), mas podem ser fibrofoliculomas. Essas lesões geralmente são encontradas na axila, nas pálpebras e nas dobras da pele. Nem todos os indivíduos desenvolvem tumores faciais; algumas famílias com a mutação que causa a BHD desenvolvem apenas tumores renais ou pneumotórax espontâneo.

### Rins

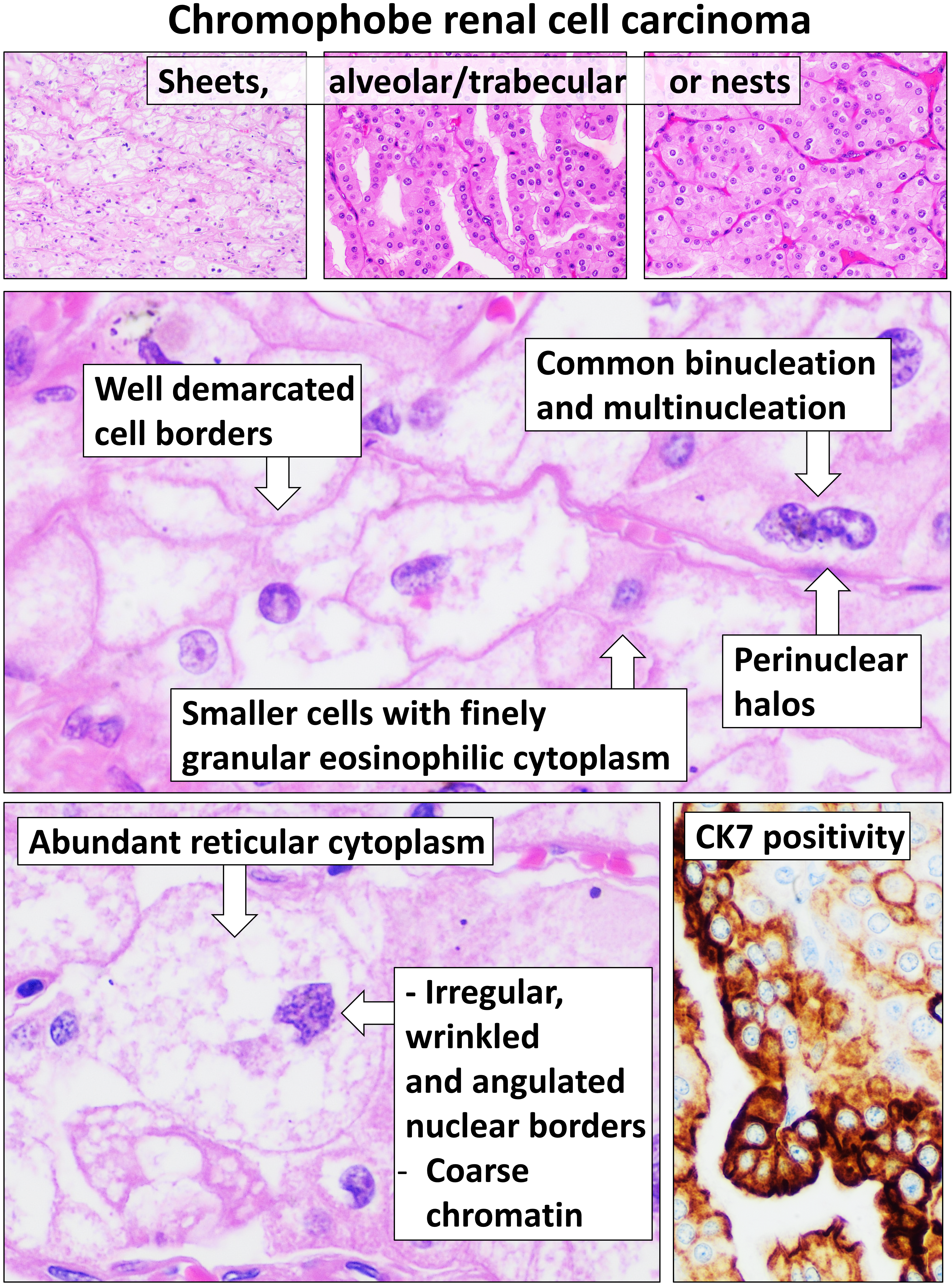
Coloração H&E de tecido de um carcinoma de células renais cromófobo, o segundo tipo de câncer mais comum associado à BHD.

Pessoas com mais de 20 anos de idade com BHD têm um risco maior de desenvolver tumores renais de crescimento lento (carcinoma de células renais e oncocitoma renal [en]), cistos renais e, possivelmente, tumores em outros órgãos e tecidos. Esses tumores geralmente ocorrem em ambos os rins e em vários locais em cada rim. O número médio de tumores renais encontrados em uma pessoa com BHD é de 5,3, embora tenham sido encontrados até 28 tumores. O oncocitoma híbrido/carcinoma cromófobo, encontrado em 50% dos casos, é o câncer mais comumente encontrado, seguido pelo carcinoma de células renais, carcinoma renal de células claras, oncocitoma renal e carcinoma papilar de células renais. Pessoas com mais de 40 anos de idade e homens têm maior probabilidade de desenvolver tumores renais, que são diagnosticados com idade média de 48 anos. O câncer renal associado à BHD foi diagnosticado em pessoas com idade de até 20 anos.
Em geral, as pessoas com essa síndrome têm um risco cerca de sete vezes maior de desenvolver câncer renal em comparação com a população não afetada. As estimativas da incidência entre as pessoas com a doença variam de 14 a 34%. Raramente, ela está associada ao carcinoma de células renais claras e ao carcinoma papilar de células renais. Se for desenvolvido em alguém com BHD, o carcinoma de células renais ocorre mais tarde na vida e tem um prognóstico ruim. Embora os tipos de tumores normalmente associados à BHD sejam considerados menos agressivos, foram observados casos de câncer renal avançado ou metastático em pessoas com a síndrome. Tanto os tumores benignos quanto os cancerosos podem reduzir a função renal com o tempo, à medida que aumentam de tamanho.

### Pulmões
Juntamente com fibrofoliculomas e tumores renais, os indivíduos afetados frequentemente desenvolvem cistos na base pulmonar subpleural ou no espaço intraparenquimatoso que podem se romper e causar um acúmulo anormal de ar na cavidade torácica (pneumotórax), o que pode resultar no colapso de um pulmão. Os cistos não causam outros sintomas e a função pulmonar geralmente é normal. Mais de 83% das pessoas com BHD têm cistos, mas a síndrome não causa condições como doença pulmonar obstrutiva crônica ou insuficiência respiratória, embora cause enfisema. O pneumotórax espontâneo, às vezes recorrente, ocorre com muito mais frequência e em uma idade mais jovem na BHD do que na população não afetada. Cerca de 24% das pessoas com a doença têm pelo menos um pneumotórax espontâneo, 30 vezes a ocorrência em pessoas não afetadas. Embora o pneumotórax causado pela BHD ocorra com frequência na meia-idade, em uma idade média de 38 anos, 17% das pessoas afetadas têm um pneumotórax espontâneo antes de completar 40 anos. Pneumotórax foi observado em pessoas com 7 e 16 anos de idade. Algumas famílias têm uma forma de BHD que afeta apenas os pulmões.

### Outros órgãos
Os nódulos da tireoide [en] foram associados ao fenótipo de Birt-Hogg-Dubé, presente em 65% dos indivíduos e em 90% das famílias com a síndrome. No entanto, não foi comprovada uma conexão entre a BHD e o câncer de tireoide. Outras condições foram relatadas como associadas, mas podem não ser causadas pela mutação no FLCN ou podem não estar relacionadas. Entre elas estão bócio multinodular, carcinoma medular da tireoide, oncocitoma de parótida, pólipo intestinal, colagenomas, lipomas,  angiolipomas, adenomas de paratireoide, coriorretinopatia serosa central,  neurotequeoma, meningiomas, angiofibromas [en] da face, tricoblastomas [en], mucinose cutânea focal [en], leiomioma cutâneo, câncer de mama, câncer de amígdala, câncer colorretal, sarcoma da perna, câncer de pulmão, melanoma, dermatofibrosarcoma protuberans, carcinoma basocelular, leiomiossarcoma cutâneo e carcinoma de células escamosas.

## Fisiopatologia

### Genética

Este diagrama mostra como os distúrbios autossômicos dominantes, como a BHD, são transmitidos. O pai não afetado produz todos os gametas normais (esperma e óvulo) e o pai afetado produz metade dos gametas mutantes e metade dos gametas normais. Como é necessária apenas uma cópia da mutação para se ter uma doença autossômica dominante, cada descendente tem 50% de chance de ter a mutação.

A associação com o gene da foliculina (FLCN) foi relatada pela primeira vez em 2002. Esse gene de 14 éxons está localizado no braço curto do cromossomo 17 (17p11.2) e tem uma região rica em citosina no éxon 11, particularmente suscetível a mutações. A mutação mais comum nessa região é a inserção ou deleção de um resíduo de citosina, encontrada em 53% das famílias afetadas pela síndrome de BHD. Não foi encontrada nenhuma diferença significativa nos sintomas apresentados pelas famílias com uma inserção nesse local em comparação com aquelas que têm uma deleção, mas as mutações no FLCN associadas à síndrome de BHD são heterogêneas e, em geral, são mutações sem sentido ou mutações por mudança da matriz de leitura que causam truncamento precoce do produto proteico no C-terminal. Muito raramente, são observadas mutações do tipo missense. As mutações no gene FLCN que causam a síndrome de Birt-Hogg-Dubé são  mutações germinativas, o que significa que ocorrem em todas as células do corpo e podem ser transmitidas para as gerações futuras. Essas mutações geralmente são transmitidas de uma geração para a outra de forma autossômica dominante, mas podem ocorrer como uma nova mutação em um indivíduo sem histórico familiar anterior (uma mutação de novo). Os filhos de um pai afetado têm 50% de chance de ter a doença. A BHD tem uma penetrância muito alta. Não foi descoberta uma correlação entre os diferentes genótipos e fenótipos do FLCN.

### Função
O FLCN cria uma proteína, a foliculina, que tem duas  isoformas. Parece atuar como gene supressor de tumor e é fortemente expresso na pele, nos néfrons distais e nos pneumócitos do tipo I. Também foi encontrado na glândula parótida, no cérebro, na mama, no pâncreas, na próstata e nos ovários. Os supressores de tumor normalmente impedem que as células cresçam e se dividam muito rapidamente ou de forma descontrolada. As mutações no gene FLCN podem interferir na capacidade da foliculina de restringir o crescimento e a divisão celular, levando à formação de tumores benignos e cancerosos. Estudos recentes sugerem que a foliculina realiza essa função por meio de seu envolvimento com o metabolismo celular, possivelmente por meio da modulação da via mTOR e/ou da fosforilação oxidativa na mitocôndria. A foliculina interage com a FNIP1 e a FNIP2 para formar um complexo proteico com a proteína quinase ativada por AMP. A participação da foliculina na via mTOR pode explicar a semelhança no fenótipo entre a síndrome de BHD, a síndrome de Cowden, a esclerose tuberosa e a síndrome de Peutz-Jeghers.
A maioria das mutações causadoras de câncer faz com que a proteína seja truncada no C-terminal. A extremidade C-terminal da foliculina demonstrou ser o domínio por meio do qual ela interage com o FNIP1 e, portanto, possivelmente com a via mTOR. O FLCN é altamente conservado em vertebrados - é muito semelhante entre muitas espécies de vertebrados. O 508º aminoácido, normalmente lisina, é afetado por uma mutação do tipo missense em algumas pessoas com BHD. A lisina nessa posição é conservada entre ortólogos de invertebrados e vertebrados da foliculina, indicando que ela é importante para a função da proteína.

A foliculina é codificada pelo gene FLCN, localizado no braço p do cromossomo 17.

As pessoas com BHD nascem com uma cópia mutante do gene FLCN em cada célula. A haploinsuficiência [en] - ter apenas uma cópia funcional do gene FLCN - é suficiente para causar fibrofoliculomas e cistos pulmonares, embora uma cópia do gene seja suficiente para manter as células renais sob controle. Durante a vida de uma pessoa, mutações aleatórias podem inativar a cópia normal do gene em um subconjunto de células. Quando isso ocorre, o resultado é que essas células não têm cópias funcionais do gene FLCN, permitindo que as células cresçam fora de controle. Essa perda de heterozigose é um mecanismo comum no câncer e é frequentemente detectada nos cânceres renais associados à BHD. Os defeitos genéticos moleculares nos tumores renais de pessoas com BHD são diferentes de dois outros tumores renais semelhantes, o carcinoma de células renais cromófobo e o oncocitoma renal. A carcinogênese associada à BHD difere entre os rins, onde a perda de heterozigose do FLCN é responsável pelos cânceres, e a pele, onde o FLCN é fortemente expresso em heterozigotos. Descobriu-se que o FLCN é superexpresso no tecido do fibrofoliculoma e tem níveis muito baixos de expressão nos rins afetados. Além disso, a via mTOR é ativada no tecido tumoral de humanos e camundongos.
Foi demonstrado que a cistogênese renal e a carcinogênese na BHD são impulsionadas pela ativação constitutiva do TFEB.

## Diagnóstico
A BHD pode ser sugerida por achados clínicos, mas é definitivamente diagnosticada por testes genéticos moleculares para detectar mutações no gene FLCN. A tríade clínica clássica inclui crescimentos benignos dos folículos pilosos, cistos pulmonares e pneumotórax espontâneo, além de tumores renais bilaterais e multifocais.

### Tríade clínica
As manifestações cutâneas da BHD foram originalmente descritas como fibrofoliculomas (crescimentos anormais de um folículo piloso), tricodiscomas (lesões hamartomatosas com um folículo piloso na periferia, geralmente encontradas na face) e acrocórdons (marcas na pele). As manifestações cutâneas são confirmadas pela histologia. A maioria dos indivíduos (89%) com BHD apresenta múltiplos cistos em ambos os pulmões, e 24% tiveram um ou mais episódios de pneumotórax. Os cistos podem ser detectados pela tomografia computadorizada do tórax. Os tumores renais podem se manifestar como vários tipos de carcinoma de células renais, mas certos subtipos patológicos (incluindo cromófobo, oncocitoma e tumores híbridos oncocíticos) são mais comumente observados. Embora a síndrome original tenha sido descoberta com base em achados cutâneos, os indivíduos com BHD podem manifestar apenas os achados pulmonares e/ou renais, sem nenhuma lesão cutânea. Embora esses sinais indiquem a BHD, ela só é confirmada com um teste genético para mutações FLCN.

### Teste genético
As mutações FLCN são detectadas por sequenciamento em 88% dos probandos com essa síndrome. Isso significa que algumas pessoas com o diagnóstico clínico têm mutações que não são detectáveis pela tecnologia atual, ou que mutações em outro gene atualmente desconhecido podem ser responsáveis por uma minoria dos casos. Além disso, amplificações e deleções em regiões exônicas também são testadas. Os testes genéticos podem ser úteis para confirmar o diagnóstico clínico e para fornecer um meio de determinar outros indivíduos em risco em uma família, mesmo que eles ainda não tenham desenvolvido sintomas de BHD.

### Diagnóstico diferencial

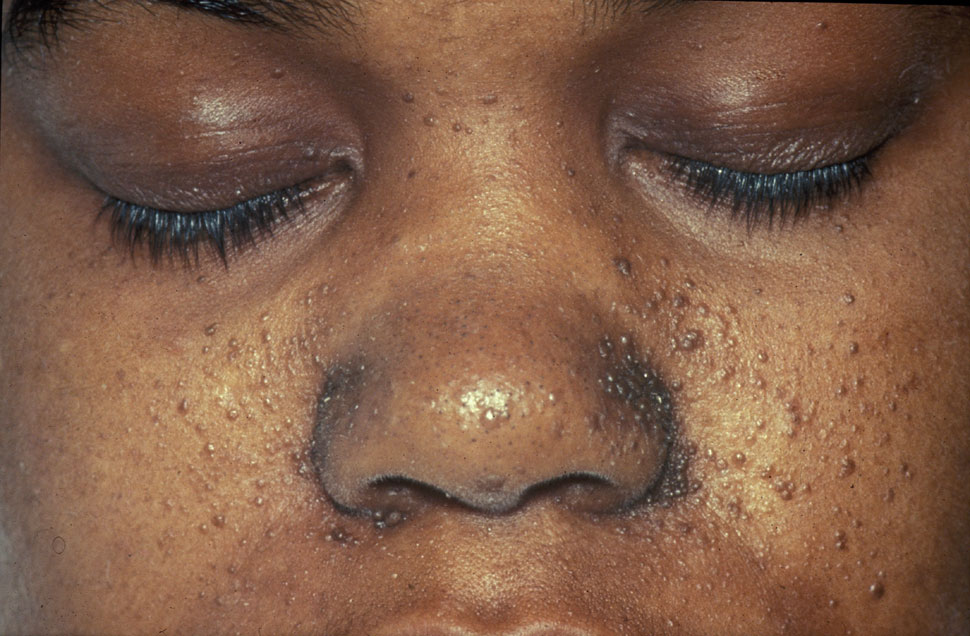
A pessoa nesta imagem tem esclerose tuberosa. As lesões cutâneas causadas pela esclerose tuberosa (angiofibromas) devem ser diferenciadas dos fibrofoliculomas característicos da BHD, que também ocorrem principalmente na face.

Pode ser difícil diagnosticar a BHD apenas com base nos sintomas, pois cânceres renais hereditários, pneumotórax e tumores cutâneos ocorrem com outras síndromes. Tumores renais hereditários bilaterais e multifocais semelhantes aos observados na BHD podem ocorrer com a síndrome de von Hippel-Lindau (carcinoma de células renais claras), câncer renal papilar hereditário (carcinoma de células renais) e leiomiomatose hereditária e síndrome do câncer de células renais. Eles são diferenciados com o exame da histologia dos tumores.
O pneumotórax recorrente hereditário ou os cistos pulmonares estão associados à síndrome de Marfan, à síndrome de Ehlers-Danlos, ao complexo de esclerose tuberosa, à paniculite e à fibrose cística. Pneumotórax recorrente não hereditário e/ou cistos pulmonares podem ocorrer com histiocitose de células de Langerhans e linfangioleiomiomatose. Essas condições são diferenciadas da BHD por meio da análise do histórico do paciente e da realização de um exame físico. Em mulheres com suspeita da doença, pode ser necessário excluir a endometriose pulmonar ou torácica.
Embora os fibrofoliculomas sejam exclusivos da BHD, eles podem se apresentar com uma aparência ambígua e devem ser confirmados histologicamente. Outras doenças podem imitar as manifestações dermatológicas da BHD, inclusive o complexo de esclerose tuberosa, a síndrome de Cowden, os tricoepiteliomas familiares e a neoplasia endócrina múltipla do tipo 1. A esclerose tuberosa deve ser diferenciada porque ambos os distúrbios podem apresentar angiofibromas na face, embora sejam mais comuns na esclerose tuberosa.

## Controle da doença
As diferentes manifestações da BHD são controladas de diferentes maneiras. Os fibrofoliculomas podem ser removidos cirurgicamente, por meio de curetagem, excisão de barba,  fotorejuvenescimento ou ablação por laser; no entanto, essa não é uma solução permanente, pois os tumores costumam reaparecer. Deve ser realizado exame dermatológico a cada 6-12 meses devido ao risco de melanoma. O ultrassom da tireoide/parótida deve ser considerado anualmente. Deve-se considerar a realização de colonoscopias. Os sintomas renais e pulmonares são tratados de forma preventiva: Recomenda-se a realização de tomografias computadorizadas, ultrassonografias ou ressonâncias magnéticas dos rins regularmente, e os membros da família são aconselhados a não fumar. As ressonâncias magnéticas são o método preferido para a vigilância dos rins em pessoas com BHD porque não apresentam o mesmo risco de complicações por radiação que as tomografias computadorizadas e são mais sensíveis do que as ultrassonografias. Os fumantes com síndrome de Birt-Hogg-Dubé apresentam sintomas pulmonares mais graves do que os não fumantes. Embora a nefrectomia às vezes seja indicada, os tumores renais em casos de BHD são frequentemente removidos sem retirar o rim inteiro, em uma nefrectomia parcial. Estudos em ratos knockout mostraram que a administração de rapamicina pode atenuar os efeitos das mutações FLCN nos rins e melhorar o prognóstico do câncer renal devido à interação da foliculina com a via mTOR.

## Epidemiologia
O distúrbio foi relatado em mais de 100 famílias em todo o mundo, embora algumas fontes citem até 400 famílias, e é herdado em um padrão autossômico dominante. É considerado subdiagnosticado devido à variabilidade em sua expressão. O padrão de mutações e o espectro de sintomas são heterogêneos entre os indivíduos. Fenótipos cutâneos menos graves são observados em mulheres e pessoas de ambos os sexos que têm um início tardio dos sintomas cutâneos.

## Registro de pacientes
Os pacientes, familiares e cuidadores da síndrome de Birt-Hogg-Dubé são incentivados a participar do NIH Rare Lung Diseases Consortium Contact Registry. Este é um site protegido por privacidade que fornece informações atualizadas para pessoas interessadas nas últimas notícias científicas, testes e tratamentos relacionados a doenças pulmonares raras.

## História
A síndrome foi bem descrita pela primeira vez em 1977, por três médicos canadenses, Arthur R. Birt, Georgina R. Hogg e William J. Dubé. O caso mais antigo de possível BHD na literatura médica foi publicado por Burnier e Rejsek em 1927, que descreveram um caso de fibromas perifoliculares no rosto de uma mulher de 56 anos. Os tricodiscomas foram descritos pela primeira vez em 1974 por H. S. Zackheim e H. Pinkus, mas não foram associados à BHD até Birt, Hogg e Dubé. O primeiro caso de BHD com sintomas sistêmicos foi descrito por Hornstein e Knickenberg e encontrado em dois irmãos e seu pai, todos com pólipos no cólon e os fibrofoliculomas característicos. Embora os irmãos não apresentassem sintomas renais ou pulmonares, o pai tinha cistos nos pulmões e nos rins. A síndrome de Hornstein-Knickenberg é um nome agora obsoleto para os fibrofoliculomas hereditários inerentes à BHD.
Birt, Hogg e Dubé examinaram uma família com câncer de tireoide hereditário e descobriram que muitos dos membros tinham fibrofoliculomas, tricodiscomas e acrocórdons, que foram definidos como os sintomas clássicos da doença homônima. O primeiro caso de pneumotórax espontâneo associado à BHD foi descoberto em 1986; o primeiro caso de câncer renal ocorreu em 1993, e a presença de cistos pulmonares em pessoas com BHD foi confirmada em 1999. Antigamente, acreditava-se que as pessoas com BHD apresentavam maior risco de pólipos intestinais e neoplasias, mas isso foi refutado. A BHD Foundation apoia pesquisas sobre a síndrome e realiza simpósios regulares sobre BHD e distúrbios relacionados para pesquisadores, médicos e familiares.

## Outros animais
Genes relacionados ao FLCN e a doenças semelhantes à BHD foram encontrados em cães, moscas-das-frutas, ratos e camundongos. Em cães da raça pastor-alemão, mutações do tipo missense no ortólogo canino do FLCN causam um fenótipo semelhante ao da BHD humana: cânceres renais (nesse caso, cistoadenocarcinoma renal multifocal) e tumores de pele (dermatofibrose nodular). Eles tinham um padrão de carcinogênese semelhante ao da BHD humana, pois as lesões cutâneas eram heterozigotas para a mutação FLCN e os tumores renais provavelmente eram causados por perda de heterozigose. As fêmeas de pastor-alemão com mutação FLCN também são propensas a leiomiomas uterinos.
Um homólogo do FLCN chamado DBHD foi descoberto na mosca-das-frutas, Drosophila melanogaster. A diminuição da expressão do DBHD resulta na perda de células-tronco da linha germinativa masculina (GSC), o que sugere que o DBHD é necessário para a manutenção da GSC masculina no testículo da mosca. Além disso, o DBHD regula a manutenção da GSC a jusante ou em paralelo das vias de transdução de sinal JAK/STAT e Dpp, o que sugere que o BHD regula a carcinogênese controlando as células-tronco em humanos.
Uma linhagem de ratos com câncer renal hereditário foi desenvolvida por pesquisadores japoneses. Eles têm uma mutação no homólogo FLCN que produz uma proteína truncada, embora não desenvolvam os sintomas cutâneos ou pulmonares observados em humanos. Os heterozigotos apresentam anormalidades renais observadas muito cedo na vida, que se transformam em tumores híbridos e de células claras, reduzindo significativamente a vida útil dos animais; eles também são propensos à hiperplasia de células claras do endométrio e das glândulas salivares, bem como à rabdomiólise. Os homozigotos não sobrevivem até o nascimento. Quando um gene FLCN de tipo selvagem foi adicionado, o fenótipo foi resgatado.
Ratos knockout foram criados para uma mutação de BHD que causa câncer renal; os heterozigotos desenvolvem cistos renais e tumores que levam à insuficiência renal dentro de três semanas após o nascimento. Nesses ratos, a via mTOR foi ativada de forma inadequada, indicando que o homólogo de FLCN do rato desempenha uma função reguladora nessa via. A rapamicina salvou parcialmente o fenótipo ao regular a mTOR. Os homozigotos morrem no útero.